# 英国国民（海外）旅券
英国国民（海外）旅券（えいこくこくみん〈かいがい〉りょけん、英語: British National (Overseas) passport、通称：BN(O)パスポート）は、イギリス政府によって発行される旅券の一種であり、「イギリス国民 (海外)」（British National (Overseas)、略称：BN(O)）として登録された人物に限り所持が認められている。発行はイギリス旅券局（HM Passport Office）が管轄する。
この旅券は、香港が1997年に中華人民共和国へ返還される前のイギリス領香港において、現地のイギリス海外領土市民（BDTC）に対し、希望者に限ってBN(O)として登録する道を開いた上で発行されたものである。BN(O)の地位および旅券は自動的には付与されず、1985年から1997年までの期間中に本人が申請・登録を行った場合にのみ取得可能である。
BN(O)旅券は、イギリス市民の旅券（British Citizen passport）と外見上はほとんど同一であり、2020年3月以降は「青色カバーの新デザイン」（シリーズC）が共通で使用されている。ただし、旅券内の国籍表示および所持者の権利には相違がある。

## 歴史
英国国民（海外、以下 BN(O)）の制度は、1986年施行の Hong Kong (British Nationality) Order 1986（実施は1987年7月1日）により創設されました。これにより、旧英国属地市民（BDTC）で香港との結びつきがある者は、1987年7月1日以降に申請・登録することで BN(O)身分および BN(O)旅券を得る資格を獲得しました。ただし、1997年7月1日の返還を前に、申請期間は1997年6月末までで、1997年初めに生まれた子どもは同年内に登録可能だった点に留意が必要です。
BDTC であった香港住民のおよそ 340 万人のうち、約 270 万件の BN(O)登録・旅券が発給されたと見積もられています。登録は本人による申請が必須であり、BN(O)身分は世襲されず、自動付与されるものではありません。
返還後、BN(O)を申請しなかった元 BDTC は BDTC 身分を喪失し、他国籍を持たなければ英国海外市民（British Overseas citizen, BOC）資格に移行しました。
1990年6月1日には ICAO 準拠の機械読み取り式旅券が導入され、BN(O)旅券もその対象となりました。2006年に生物情報（電子チップ）付き旅券（e-passport）が Series A で導入され、以降 2010年（Series A 第2版）、2015年（Series B）と更新されました。最終的に2020年3月10日から Series C（青色カバーの新デザイン）に統一され、現行の全英国旅券と共通の様式となりました。
2021年1月31日、英国政府は BN(O) 身分者及びその家族を対象とした新たなビザ路線を開設し、これにより最大5年間の英国居住・就労・就学の権利が与えられ、その後永住権→英国籍取得へと進めるようになりました。

## 外観

### 外側カバー
英国国民（海外）旅券の表紙は、他の英国旅券と共通のデザインを採用しており、中央に英国の国章が金色で箔押しされている。上部には「BRITISH PASSPORT」、下部には「UNITED KINGDOM OF GREAT BRITAIN AND NORTHERN IRELAND」の文字が記載される。シリーズC（2020年以降発行）では表紙の色は深いネイビーブルーとなっている。
旅券下部にはICチップ内蔵を示す国際的なバイオメトリック旅券シンボルが印刷されている。発行機関がイギリス政府である場合が多いが、ジブラルタルなど一部の英海外領土では現地のCSRO（Civic Status and Registration Office）が発行を担うこともある。

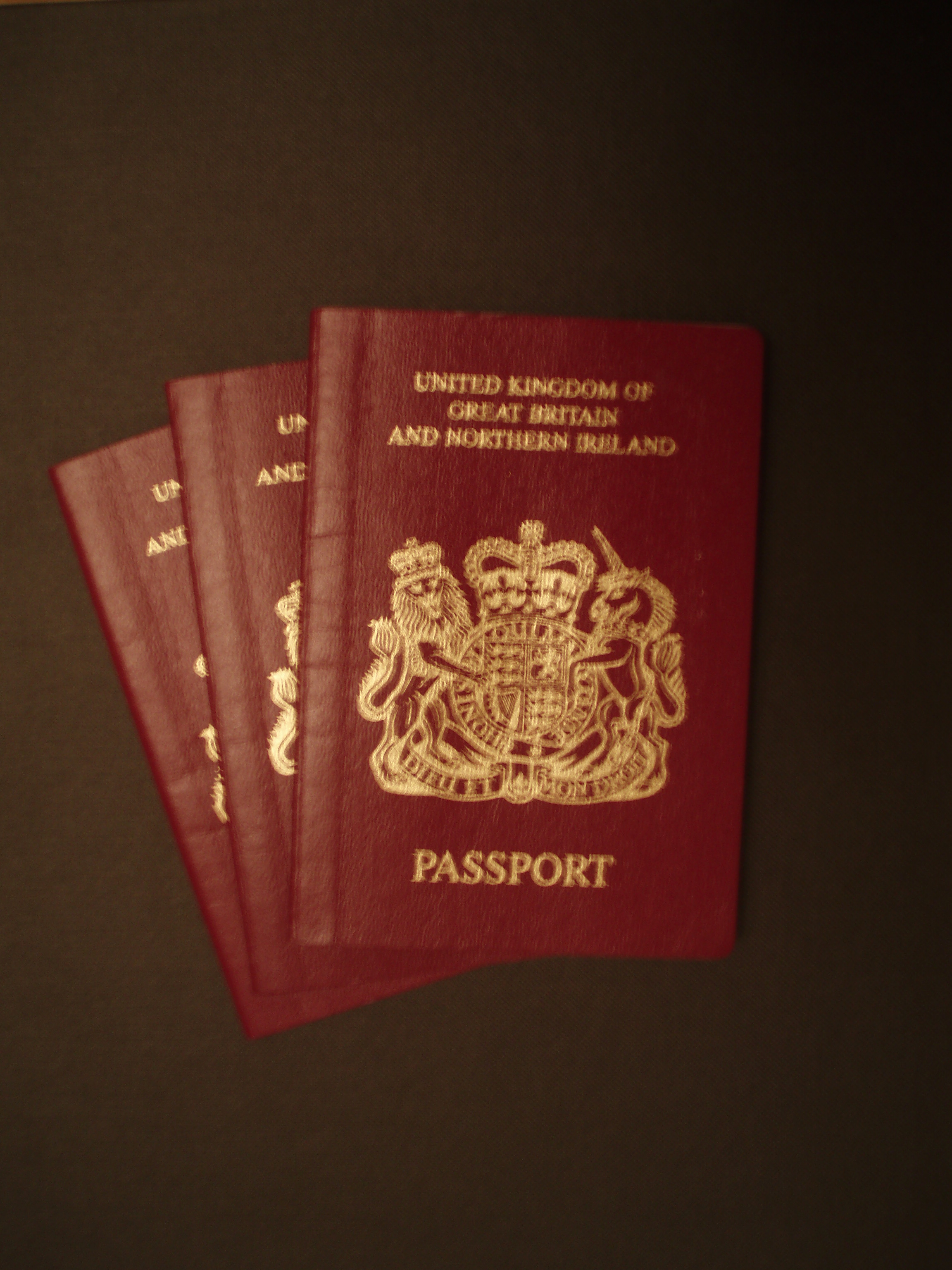
初期のBN(O)旅券（機械読取式以前）

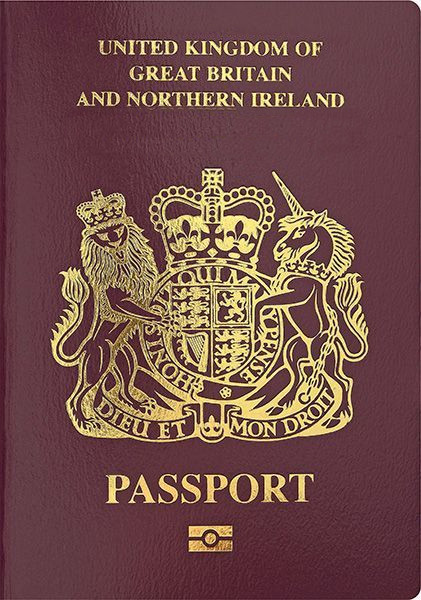
電子旅券仕様の旧BN(O)旅券（2010年頃）

### 内側カバー
旅券の最初のページ（扉頁）には、イギリス国王（または女王）の名において所持者への保護と通行の要請が記されている。現行のBN(O)旅券では以下の文言が英語で記載される：
His Britannic Majesty’s Secretary of State requests and requires in the name of His Majesty all those whom it may concern to allow the bearer to pass freely without let or hindrance and to afford the bearer such assistance and protection as may be necessary.
この文章は、英国政府が所持者に対して一定の外交的保護を提供する立場を示すものである。ただし、BN(O)の法的地位は「英国国民」であっても「英国市民（British Citizen）」ではないため、すべての領事サービスが自動的に保証されるものではない。

## ビザ待遇

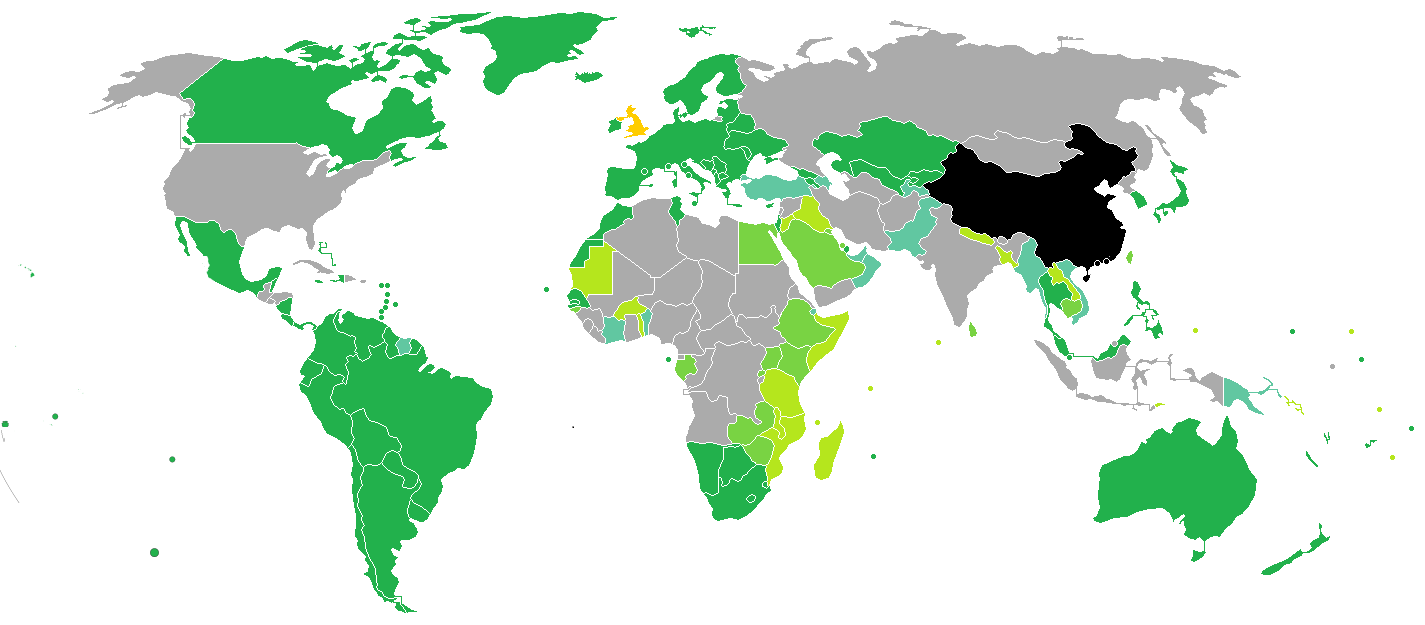
BN(O)旅券所持者に対する各国の査証要件（2023年時点）

英国国民（海外）旅券（BN(O)パスポート）を所持する者に対する査証（ビザ）要件は国・地域によって異なる。上図は、2023年時点での各国におけるBN(O)旅券所持者の入国条件を示した地図である。
BN(O)旅券保持者は、多くの国・地域において短期滞在目的でのビザ免除措置を受けており、特にイギリス、シンガポール、日本、マレーシア、欧州シェンゲン圏の一部などにおいては観光・商用目的での無査証入国が認められている。

### ビザ免除および訪問資格
BN(O)パスポート所持者は、英国を訪問する際に事前ビザなしで最大6ヶ月間滞在できる資格があり、これは多数の国籍区分に対して認められる免ビザ扱いの一つです。ただし、就労や長期滞在目的の場合、別途ビザの取得が必要です。

### BN(O)ビザ制度（香港BN(O) Visa、いわゆる「5＋1」ルート）
2021年1月31日から開始されたBN(O) Visaは、BN(O)ステータス保持者とその家族を対象に以下の条件で提供されます：
- 滞在期間：初回は2年6ヶ月または5年（選択可）
- 申請対象者：BN(O)保持者およびその配偶者・パートナー、18歳未満の子・孫、または1997年7月1日以降生まれで18歳以上の子（2022年11月以降）
- 申請手続：オンラインまたは専用アプリで本人確認を完結し、バイオメトリック情報はBRPカードにて登録[10]

### 許可された活動
ビザ期間中は、就労・就学が自由に可能です（特定職種の就労制限なし）。ただし、公的資金（福祉給付）へのアクセスは通常制限されますが、特定条件下では例外的に許可される場合があります。

### 永住および帰化への道
- 永住（ILR）申請：連続5年の適法滞在後に申請可能です。この期間にはBN(O) Visa在留中のものが含まれます（ほかの長期就労ビザでの滞在も一定条件で合算可能）。[12]
- 英国国籍取得：ILR取得後さらに1年経過すると国籍登録が可能です。

### 費用と付帯負担
- ビザ申請費：2.5年版は£180、5年版は£250
- 移民医療付加費（IHS）：5年で成人£3,120、子ども£2,350、2.5年で£1,560、子ども£1,175[13]
- バイオメトリック登録手数料：オンラインで指紋・顔写真取得の場合、一律£19.20

### 主なビザ利用実績
英国内務省によると、制度開始から2021年末時点で約98,000件のビザが海外申請者に対して許可され、約104,000件が申請されました。

## 中華人民共和国における取扱い
中華人民共和国政府（以下、中国政府）は、2021年1月31日より、英国国民（海外）旅券（BN(O)パスポート）を有効な旅行証件および身分証明書として認めない措置を正式に実施した。
これは、英国政府が同年より開始した「BN(O)ビザ制度」に反発する形で行われた外交的対抗措置である。中国外交部の報道官は、英国が中英共同声明に違反し、内政干渉を行ったと非難し、BN(O)の地位を「回帰後にすでに無効となった過渡的身分」とみなしている。
この措置の結果、BN(O)旅券所持者は以下の制限を受ける：
香港・澳門・中国本土への入境時にBN(O)旅券は使用不可
出入国時の搭乗身分証としてBN(O)は無効
香港においてBN(O)を使った銀行口座開設、年金申請、公営サービス利用が不可能
ただし、BN(O)身分自体の国際的有効性が否定されたわけではなく、他国では引き続きBN(O)旅券が使用可能である。また、英国はこの中国側の決定を「遺憾である」と表明し、BN(O)ビザ制度の継続を明言している。

### 関連発表と反応
- 中国外交部（2021年1月29日）：「英方は中国内政に干渉し、中英共同声明に違反した。中国政府は、BN(O)パスポートを有効な旅行証件および身分証明として認めないことを決定し、さらなる措置を取る権利を留保する。」[16]
- 香港特区政府（同日）：「中央政府の決定を支持し、香港もBN(O)を公的用途で一切受け入れない。」[17][18]